# Athiasella markmitchelli
Athiasella markmitchelli är en spindeldjursart som först beskrevs av Lee 1970.  Athiasella markmitchelli ingår i släktet Athiasella och familjen Ologamasidae. Inga underarter finns listade.